# 후쿠우라역
후쿠우라역(일본어: 福浦駅)은 일본 가나가와현 요코하마시 가나자와구에 있는 요코하마 신도시 교통 가나자와 시사이드 라인의 역이다. 역 번호는 8이다.

## 역 구조
섬식 승강장 1면 2선의 고가역이다. 승강장의 하부에 역사가 있지만 무인역이다. 자동 매표기와 자동 개찰기가 설치되어 있다. 2009년 시점부터 시사이드 라인 끝의 엘리베이터 설치역이었다. 그 후, 2010년 10월에 승강장 ~ 개찰구 간 엘리베이터가 동년 12월에 개찰구 ~ 지상 간 엘리베이터가 설치되었다.

### 승강장
| 번호 | 노선          | 방향 | 행선                            |
| ---- | ------------- | ---- | ------------------------------- |
| 1    | 시사이드 라인 | 하행 | 핫케이지마・가나자와핫케이 방면 |
| 2    | 시사이드 라인 | 상행 | 나미키추오・신스기타 방면       |

## 역 주변
- 게이큐 분코 택시 본사
- 건설 센터
- 요코하마 금속단지
- 도금 공단
- 멧키 금속단지
- 일본 제강소 요코하마 제작소
- 요코하마 기공

## 역사
- 1989년 7월 5일: 영업 개시.
- 2005년 3월 21일: 자동 매표기 갱신, 사용 개시.

## 인접역
| 요코하마 신도시 교통 가나자와 시사이드 라인 | 요코하마 신도시 교통 가나자와 시사이드 라인 | 요코하마 신도시 교통 가나자와 시사이드 라인 |
| ------------------------------------------- | ------------------------------------------- | ------------------------------------------- |
| 7 산교신코센터 신스기타 방면                |                                             | 시다이이가쿠부 9 가나자와핫케이 방면        |